# G. Boley
Die Firma G. Boley wurde 1864 von Gustav Boley in Esslingen gegründet und war die erste deutsche Uhrmacherwerkzeugfabrik. Sie stellte Präzisionswerkzeuge für die Uhrenindustrie her, darunter Drehmaschinen, Fräs- und Bohrmaschinen.

## Geschichte

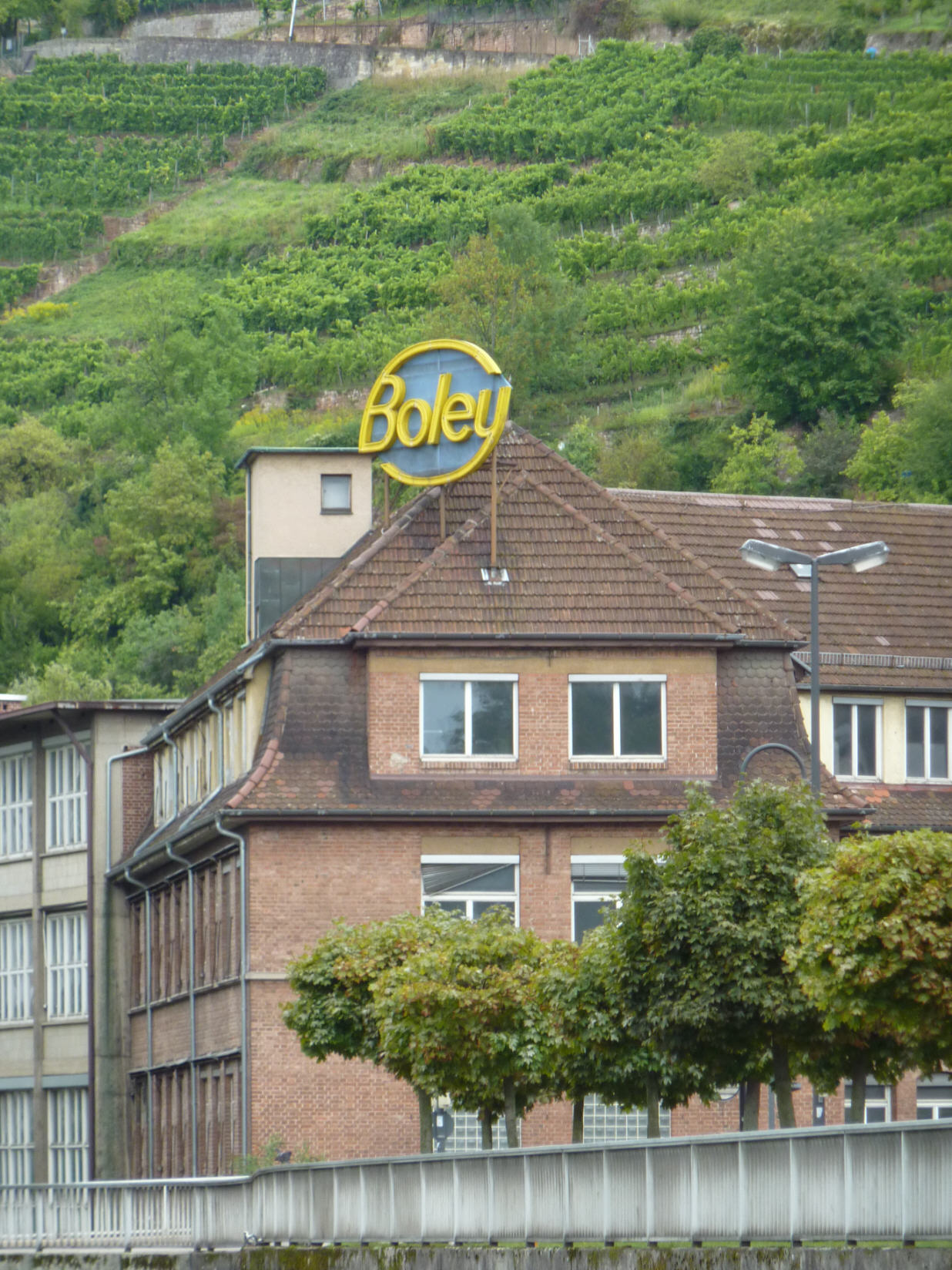
Ehemaliges Fabrikgebäude mit dem Schriftzug Boley

### Gründung und frühe Jahre
Die Firma G. Boley wurde 1864 von Gustav Boley in Esslingen am Neckar gegründet. Gustav Boley, geboren am 20. Juni 1835 in Köngen, absolvierte eine Uhrmacherlehre in Stuttgart und sammelte wertvolle Erfahrungen in Ulm, St. Gallen und La Chaux-de-Fonds. In La Chaux-de-Fonds eröffnete er ein Geschäft für Uhrenzubehör, bevor er nach Deutschland zurückkehrte. Zwei Jahre nach seiner Rückkehr kaufte er ein Haus in Esslingen und errichtete dort 1870 die erste deutsche Uhrmacherwerkzeugfabrik, zu Beginn hatte er sechs Mitarbeiter.
1875 wurde der erste Drehstuhl (eine Form der Uhrmacherdrehbank) produziert. Auf Grund der Erkenntnis Boleys, dass der damalige Entwicklungsstand der Werkzeugmaschinen den Anforderungen zur Herstellung seiner präzisen Werkzeuge nicht genügte, entwickelte er eigene Werkzeugmaschinen. Damit war Boley so erfolgreich, dass er seinem Betrieb eine Abteilung zur Herstellung von Werkzeugmaschinen angliederte und damit den Grundstein für die Fertigung von Präzisionswerkzeugmaschinen legte. 1885 erhielt er ein Patent für eine Revolverdrehmaschine. Auch der Ausländische Markt wurde durch Exporte bedient. Der Unternehmer Ernst Sachs machte seine Lehre bei G. Boley.

### Entwicklung und Expansion
Nach dem Tod von Gustav Boley im Jahr 1891 führte seine Witwe Elisa das Unternehmen zunächst allein weiter. Zu der Zeit hatte es 150 Mitarbeiter und eine halbe Millionen Mark Umsatz. 1902 traten der älteste Sohn Willi Boley und der Mitarbeiter Josef Leinen als Teilhaber in das Unternehmen ein. Leinen verließ das Unternehmen jedoch 1904 und gründete seine eigene Firma, die später als Boley & Leinen bekannt wurde. 1905 trat Paul Pfleiderer und 1912 Hans Gustav Boley, der zweite Sohn von Gustav Boley, als Teilhaber ein. Im Jahr 1925 wurden rund 2500 Werkzeugmaschinen verkauft. Vor dem Zweiten Weltkrieg gehörte Boley zu den bekanntesten Herstellern von Werkzeugen für die Uhrmacherindustrie. Im Zweiten Weltkrieg blieb das Unternehmen weitestgehend verschont und profitierte vom Aufschwung in den Nachkriegsjahren. Der bei Uhrmachern beliebte Feindrehstuhl F1 wurde 1950 als Patent angemeldet. 

### Technologische Fortschritte
In den folgenden Jahrzehnten entwickelte sich das Unternehmen weiter und begann 1976 mit dem Verkauf von CNC-Drehmaschinen. Diese computergesteuerten Maschinen ermöglichten eine höhere Präzision und Effizienz in der Produktion. Bis 1985 machten diese bereits drei Viertel des Umsatzes aus. Produkte der Firma eroberten später sogar das Weltall.

### Übernahme und heutiger Stand
1992 wurde das Unternehmen von dem japanischen Citizen-Konzern übernommen. Das ehemalige Unternehmensgebäude zwischen Rossneckar und Mettinger Straße in Esslingen wurde im Jahr 2014 teilweise abgebrochen.

## Produkte
- Drehmaschinen
- Fräsmaschinen
- Bohrmaschinen

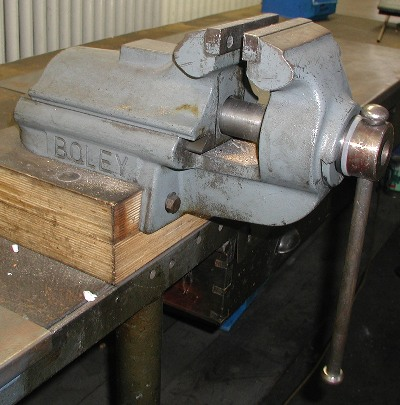
Boley Schraubstock

- Schraubstöcke und Spannvorrichtungen
- CNC-Drehmaschinen
- Langdrehautomaten
- Verschiedene Uhrmacherwerkzeuge